# Brawn of the North
Brawn of the North est un film américain réalisé par Laurence Trimble et sorti en 1922.

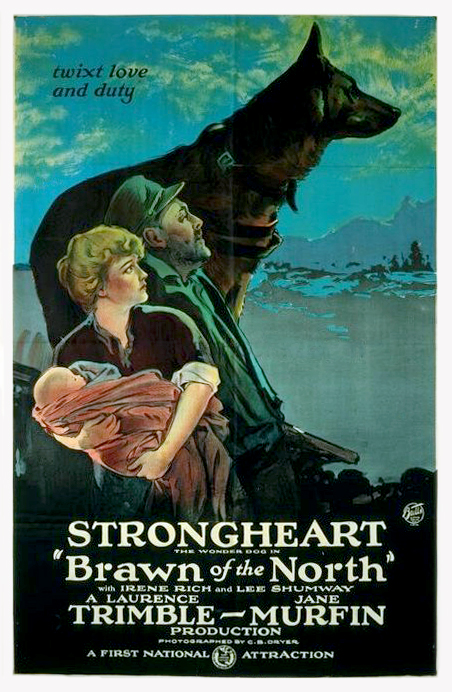
Affiche du film

C'est le deuxième film où apparait le chien Strongheart après The Silent Call en 1921. Le film est présumé perdu.

## Fiche technique
- Réalisation : Laurence Trimble
- Scénario : Philip Hubbard
- Production : Trimble-Murfin Productions
- Distribution : Associated First National Pictures
- Photographie : Charles Dreyer
- Durée : 8 bobines[1]
- Date de sortie : 
  - États-Unis : 12 novembre 1922

## Distribution
- Irene Rich : Marion Wells
- Lee Shumway : Peter Coe
- Joseph Barrell : Howard Burton

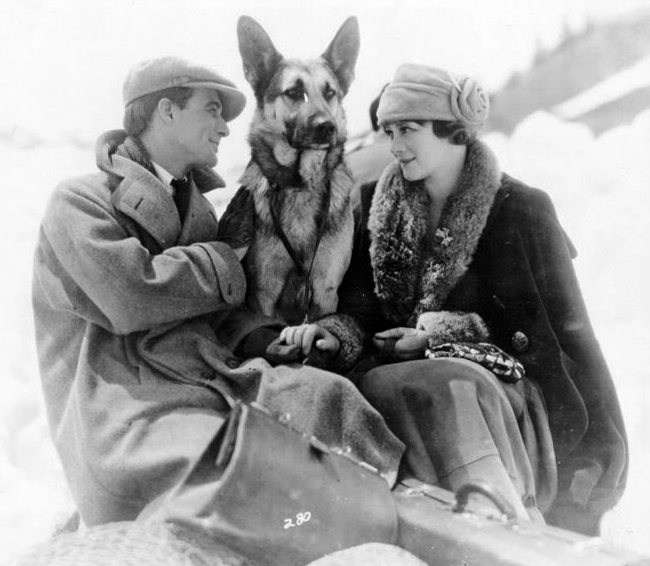
Lee Shumway, le chien Strongheart et Irene Rich (photo promotionnelle du film).

- Roger James Manning : Lester Wells
- Philip Hubbard : le missionnaire
- Jean Metcalfe : femme du missionnaire
- Baby Evangeline Bryant : le bébé
- Strongheart : le chien Brawn